# Psychologický test
Psychologický test (někdy též psychotest) je jedním z nástrojů psychologické diagnostiky. Jde o souhrnné označení metod, které měří duševní vlastnosti a stavy, případně i vlastnosti skupiny osob (například sociometrické škály v pracovním týmu). Na rozdíl od klinických metod jsou metody testové standardizované a je kladen vyšší důraz na jejich objektivitu. Vývojem psychologických testů se přímo zabývá psychometrika.
V širším významu lze psychologický test chápat jako psychodiagnostické vyšetření obecně, případně také jako výzkum v psychologii.

## Typy psychologických testů
Možných dělení psychologických testů je větší množství (podle způsobu absolvování, způsobu zaznamenávání reakcí apod.). Svoboda uvádí nejčastější dělení:

### Výkonové testy
Výkonové testy měří výkon, dovednost respondenta, obsahují „správné“ a „špatné“ odpovědi. Měří úroveň výkonu některých duševních funkcí nebo pokrok v jejich vývoji.
- testy inteligence - jednodimenzionální měří obecnou inteligenci, tedy tzv. G-faktor (například Koschovy kostky, Ravenovy progresivní matrice aj.), vícedimenzionální zachycují i strukturu inteligence (Wechslerovy testy apod.).
- Testy speciálních schopností a testy psychických funkcí - slouží k měření paměti, kreativity, technických, uměleckých, verbálních či matematických schopností a testy k zjišťování organického poškození mozku.
- Testy vědomostí

### Testy osobnosti
Testy osobnosti slouží k měření osobnostních charakteristik respondenta.
- Projektivní testy - termín projekce označuje promítání duševních obsahů respondenta navenek, jejich připisování nebo spatřování v jiných lidech, zvířatech či předmětech. Projektivní testy vyvolávají na základě podnětů určitou reakci, která vypovídá o vnitřním prožívání respondenta. (Například rorschachův test nebo tematický apercepční test.)
- Objektivní testy - jsou dobře kvantifikovatelné, opakovatelné a respondent nemá možnost záměrně zkreslit vyšetření - tímto pojetím se blíží testům výkonovým, ale jsou orientované na měření osobnostních vlastností. Patří sem i měření fyziologických ukazatelů psychického stavu, jako například puls či vodivost kůže.
- Dotazníky - dotazníky obsahují určité množství otázek nebo tvrzení, které má testovaný jedinec posoudit. Musí se zamyslet nad vlastním prožíváním a vybrat z předložených možností tu nejvýstižnější. Dotazníky jsou jednodimenzionální (pak zjišťují jedinou vlastnost, např. agresivitu) nebo multidimenzionální (měří několik charakteristik současně na různých škálách).
  - Dotazníky - jsou tvořeny otázkami, na které respondent odpovídá.
  - Inventáře - jsou tvořeny oznamovacími větami, respondent vyznačuje míru souhlasu.

## Vlastnosti psychologických testů
Psychologické testy by měly dodržovat určité standardy, které je odlišují od nevědeckých „kvízů“ dostupných zdarma na internetu nebo v zábavných časopisech.
V prvé řadě jde o dodržení objektivity, která sleduje, zda lidé se stejnou úrovní určitého rysu dosáhnou v tomtéž testu stejného skóru. Vysoké objektivity lze dosáhnout stejnými podmínkami testové situace, nezávislostí na „zdání“ administrátora testu apod. Nezbytnými předpoklady objektivity jsou validita a reliabilita. Míra validity udává, nakolik test měří konstrukt, který měřit má, reliabilita pak popisuje přesnost tohoto měření. Bez vysoké míry validity a reliability není možné alespoň částečně objektivního testu dosáhnout.
Proces ověřování psychologické metody bývá nazýván standardizace nebo normalizace bez jejich zajištění není možné považovat metodu za „standardní“ či „ověřenou“. Ta má tři úrovně:
1. Přesný popis testu, způsobu použití a jeho administrace, zajišťuje objektivitu ve smyslu sběru dat.
2. Vytvoření norem, které slouží k porovnání respondentů navzájem - například prostřednictvím z-skóru, percentilu apod.
3. Prokázání dostatečné validity, reliability a zakotvení k měřeným psychologickým konstruktům.